# Vlag van Buenos Aires (provincie)

Vlag van Buenos Aires

De vlag van Buenos Aires werd officieel aangenomen op 12 augustus 1997 en beëdigd in de basiliek van Luján op 14 november van dat jaar. Het ontwerp is de winnende inzending van een ontwerpwedstrijd, waarbij alle scholieren en studenten in de provincie Buenos Aires stemrecht hadden.

## Ontwerp en symboliek
De vlag toont een horizontale rode lijn die het oppervlak in twee gelijke delen scheidt. Het bovenste deel is blauw, het onderste groen. De rode lijn wordt onderbroken door een afbeelding van de onderste helft van de zon, de bovenste helft van een zonnebloem, twee lauriertakken en de onderste helft van een tandwiel.
De groene kleur symboliseert de macht van de velden en vlaktes in de provincie, waar akkerbouw en veeteelt al lange tijd belangrijk zijn. De blauwe kleur staat voor de rivieren in de provincie en ook voor de zee en de lucht. Het geel staat voor de vruchtbaarheid van de productie, de zon voor wijsheid en de lauriertak voor de provinciale glorie. Het tandwiel is een symbool van de industrie, de zonnebloem van de tuinbouw. De rode lijn symboliseert het Argentijnse federalisme en verwijst naar de oneindige horizon die de grond en lucht van het immense oppervlak van de provincie scheidt.

## Geschiedenis
In tegenstelling tot de meeste andere Argentijnse provincies, had Buenos Aires tot 1991 nooit een eigen vlag; men gebruikte alleen de vlag van Argentinië. Zelfs na de afscheiding van Buenos Aires van Argentinië in 1852 (tot 1855) bleef de Argentijnse vlag in gebruik.
In 1991 besloot gouverneur Antonio Cafiero dan toch dat er een provinciale vlag moest komen. Die vlag moest dezelfde blauw-wit-blauwe kleurencombinatie hebben als de nationale vlag, maar met een tandwiel omringd door graantakken in het midden in plaats van de zon uit de Argentijnse vlag. Omdat Cafiero in december 1991 de provinciale regering verliet, raakte zijn vlagontwerp in de vergetelheid en werd dus nooit officieel aangenomen.
In 1995 zette de secretaris van cultuur, Luis Verdi, een proces in werking dat uiteindelijk zou leiden tot de aanname van de huidige vlag. De reden hierachter was dat men de eigen identiteit van de provincie wilde benadrukken. Iedereen kon ontwerpen inzenden, waarvan er 32 naar een volgende selectieronde gingen. Daar werden vier mogelijke vlaggen uitgeselecteerd, waarna vervolgens de anderhalf miljoen scholieren en studenten in de provincie via een stemming hun eindoordeel gaven.